# クルンクン王国
クルンクン王国（クルンクンおうこく、Klungkung）は、ゲルゲル王国より別れたバリ8王国のうちの1つ。その宗主国ともいうべき存在で、王の位はデワ・アグンといい、他王国の王より位が高い。都はスマラプラ（旧名クルンクン）。

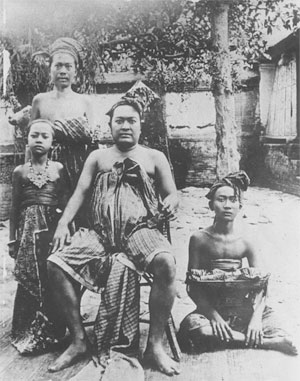
グルンクン王デワアグンジャンベ２世
(1908年)

## 歴史
ゲルゲル王国のダルム・ディマデ王の時代に大臣グスティ・アグン・ディマデが2度にわたって謀反を起こした。1651年の2度目の謀反では反乱軍の方が勢力が強く、ディマデ王はグリアンへと逃れた。そして、2人の王子はシデムンに匿われた。ディマデ王は復権することなく没し、2人の王子は彼らを支持する地方領主達の協力のもとグスティ・アグン・ディマデの勢力を打ち破った。そして、1710年にディマデ王の子デワ・アグン・ジャンベは都をゲルゲルではなく、その北にあるクルンクンに遷都とした。これがクルンクン王国の始まりである。
しかし、クルンクン王国にもはやバリ島を統一する力はなく、これ以後地方領主達が割拠し、8つの小王国が覇権を争うようになる。また、クルンクン王国は、ゲルゲル王国の直系として君臨し、国王より位が高いが、名目上のものとしてしか機能しなかった。1880年代前半、ギアニャール王国を勢力下としたが、新興勢力として台頭してきたウブドのスカワティ家にギアニャールの北部を支配されてしまい、クルンクン王国に対しても圧力をかけ、スカワティ家はカランガスム王国と連合して、クルンクンを攻めてきた。
また、19世紀末になるとオランダの勢力が伸びてくる。バリ島での座礁した船や積み荷の略奪権がバリ王国にあった。この略奪権について王国とオランダで衝突し、オランダによりバリ攻撃が行われた(バリ戦争)。小さい王国は1つ1つオランダの軍門に下っていくなか、クルンクン王国は最後まで抵抗するが、1908年ついにオランダ軍に攻められププタンにより滅びた。スマラプラ(Semarapura)王国ともいう。